# 任豆

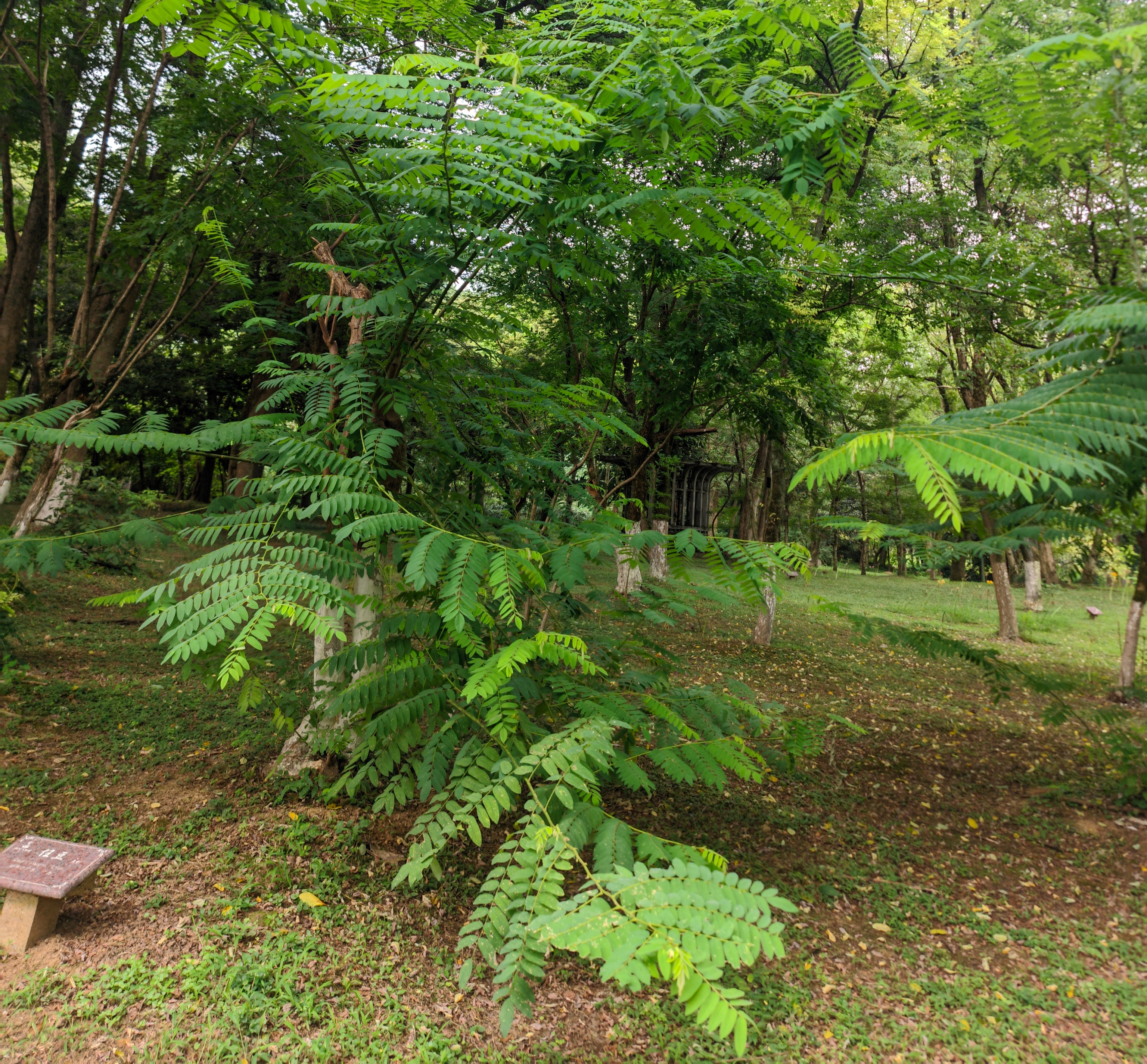
杭州植物园内的一株任豆

任豆（学名：Zenia insignis），又名任木、翅荚木，是豆科任豆属的植物。分布在越南以及中国大陆的广东、广西等地，生长于海拔200米至950米的地区，一般生长在山地密林或疏林中，目前尚未由人工引种栽培。
由中国植物分类学先驱陈焕镛发现，并以任鸿隽（H.C. Zen）命名。中國植物科學繪畫開拓者馮澄如作《任公豆圖》，中國植物分類學奠基人胡先驌題《任公豆詩》。